# Produção biológica de hidrogênio

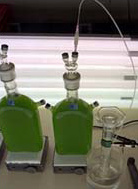

Produção hidrogênio biológico é feito em um biorreator baseado na produção de hidrogênio por algas. Algas produzem hidrogênio sob certas condições. No final dos anos 90, foi descoberto que se algas são desprovidas de enxofre elas trocarão a produção de oxigênio, como um fotossíntese normal, para produção de hidrogênio.